# Albert Anker
Albert Samuel Anker (1. duben 1831, Ins (francouzsky Anet) – 16. červenec 1910, Ins) byl švýcarský malíř a ilustrátor. Pro zachycení švýcarského venkova 19. století je nazýván "národním malířem".

## Biografie
Albert Anker se narodil jako druhé dítě zvěrolékaře v Insu (Anet). Školu navštěvoval v Neuchâtelu, kde v letech 1845 až 1848 navštěvoval první kursy kreslení. Vystudoval gymnázium v Bernu, kde maturoval v roce 1851.
Roku 1851 začal studovat teologii na univerzitě v Bernu, později na univerzitě v německém Halle. Stále však přesvědčoval otce, aby mu dovolil studovat umění, což se podařilo roku 1854, kdy se začal učit v ateliéru Charlese Gleyra, v Paříži. V letech 1855 až 1860 studoval na umělecké škole École nationale supérieure des beaux-arts. Po studiích si zřídil ateliér v domě svých rodičů a zúčastňoval se pravidelně výstav ve Švýcarsku a Paříži.
V roce 1864 se oženil s Annou Rüfli z Langnau. Manželé měli šest dětí, ze kterých dvě zemřely předčasně. Zbývající čtyři zpodobňoval na některých svých dílech.
V roce 1890 opustil definitivně Paříž a ukončil své studijní cesty. Od té doby žil výhradně v Insu (Anet). V roce 1899 naposledy navštívil Paříž a v roce 1900 mu bernská univerzita udělila čestný doktorát. V září 1901 ho postihlo dočasné ochrnutí pravé ruky. Proto již nemohl pracovat na velkých plátnech a vytvořil více než 500 akvarelů v pozici, které jeho ochrnutí umožňovalo – v křesle a s listem papíru na kolenou.
Albert Anker zemřel v rodném Insu.

## Dílo
Patří mezi nejvýznamnější malíře 19. století, kteří se věnovali obrazům s dětskými tématy (Chlapec spící v seně, Děti při snídani, Dívka loupající brambory, Dívka pletoucí si vlasy, Holčička s dominovými kostkami, Školák ad.)
S oblibou maloval též žánrové scény ze švýcarského venkova, díky nimž má dodnes ve švýcarské kultuře specifické postavení "národního malíře".
Vzhledem k užívaným barvám je někdy řazen k impresionismu.

## Galerie

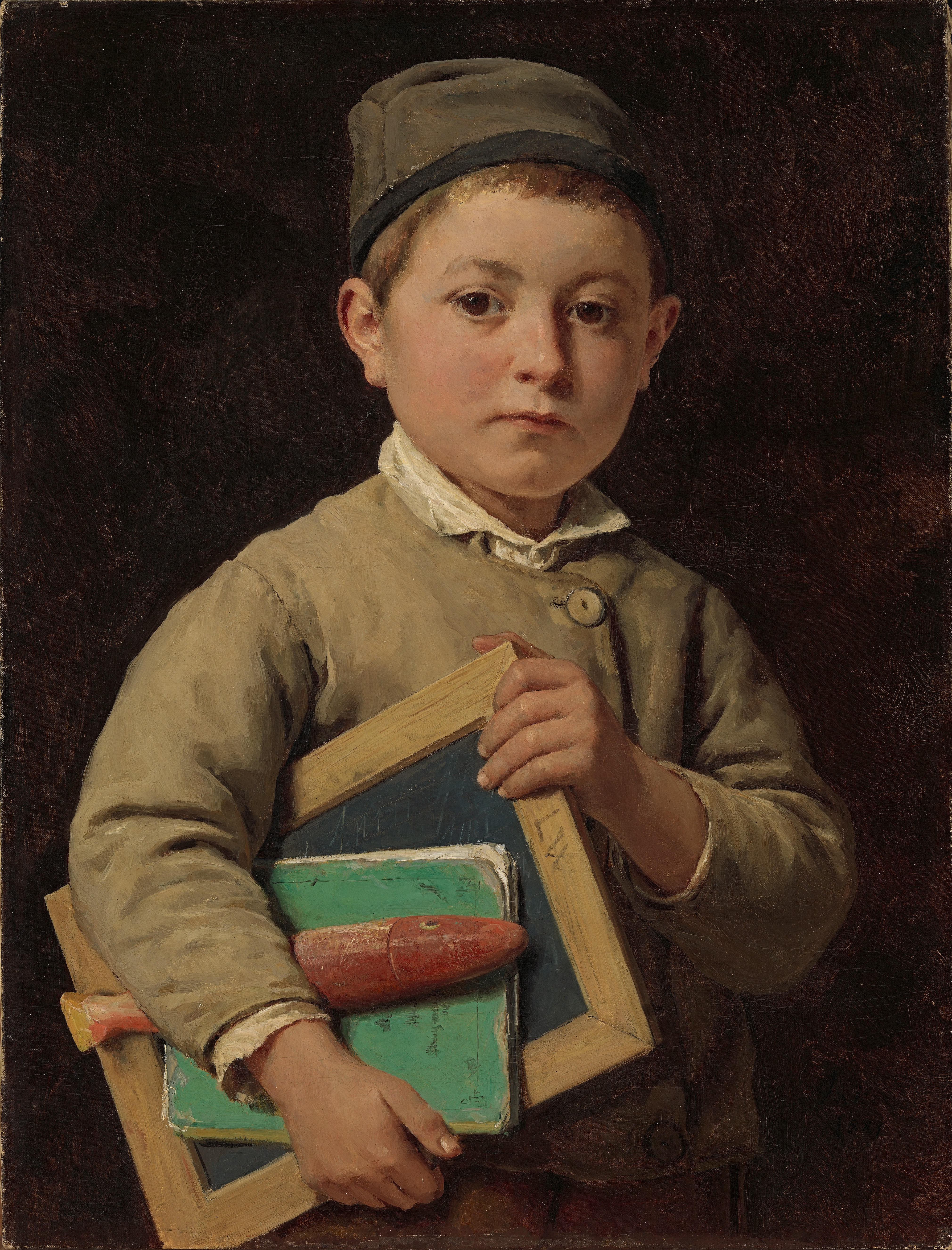
Školák
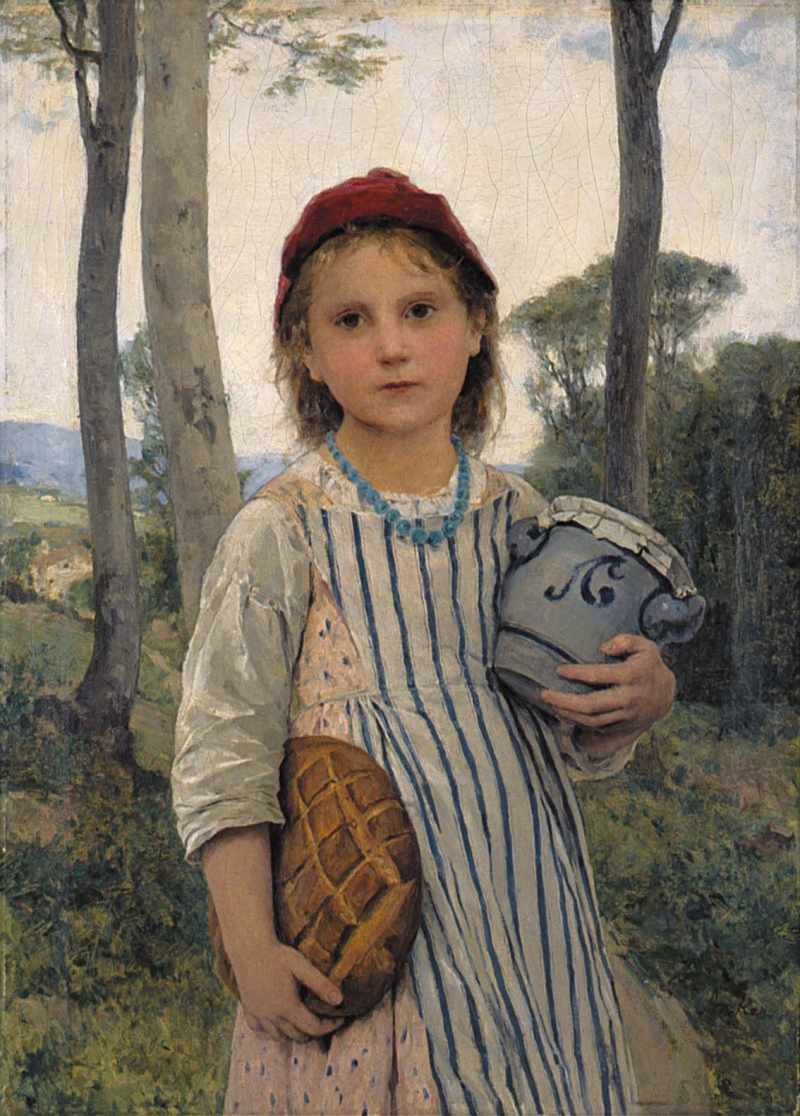
Červená Karkulka
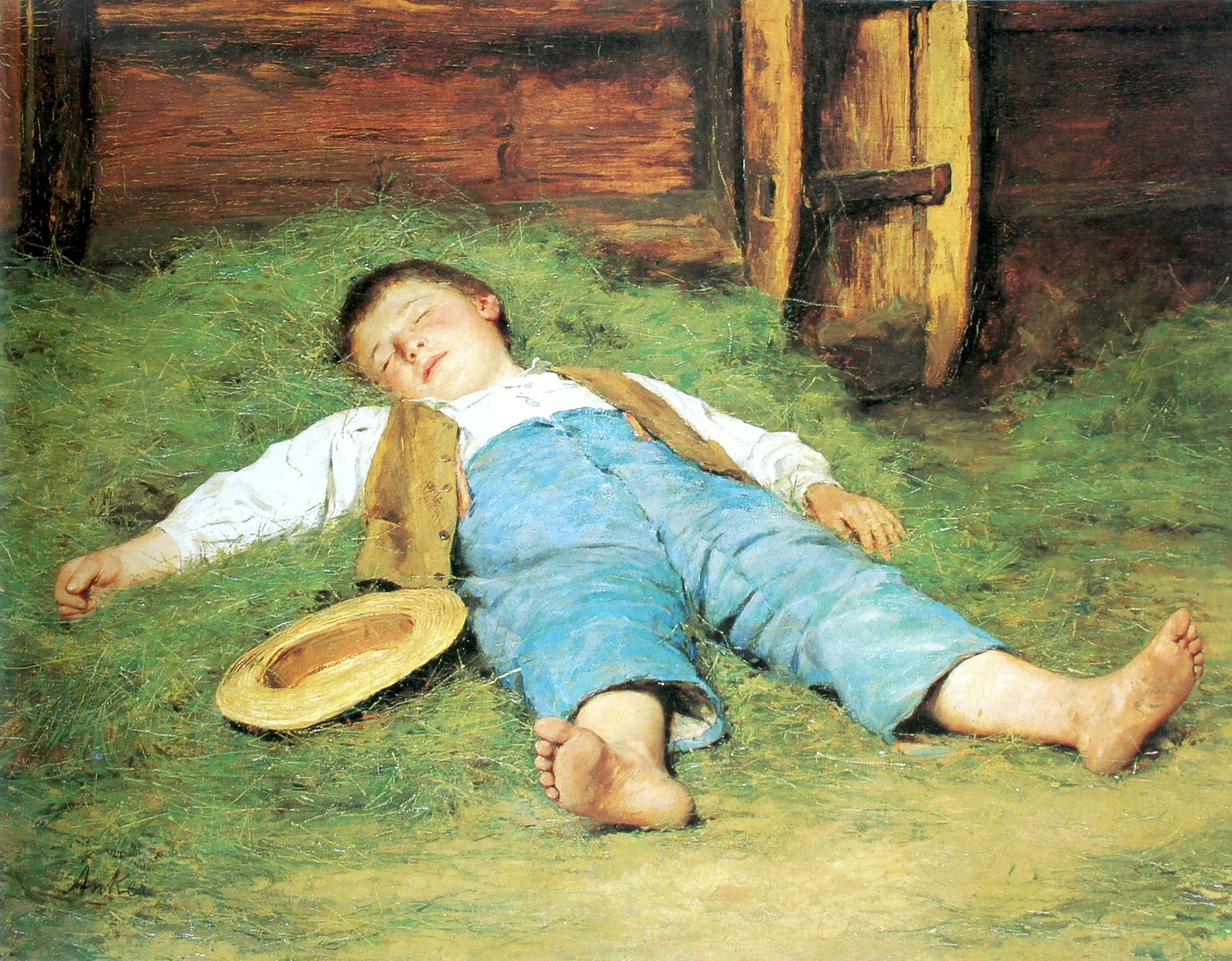
Chlapec spící v seně
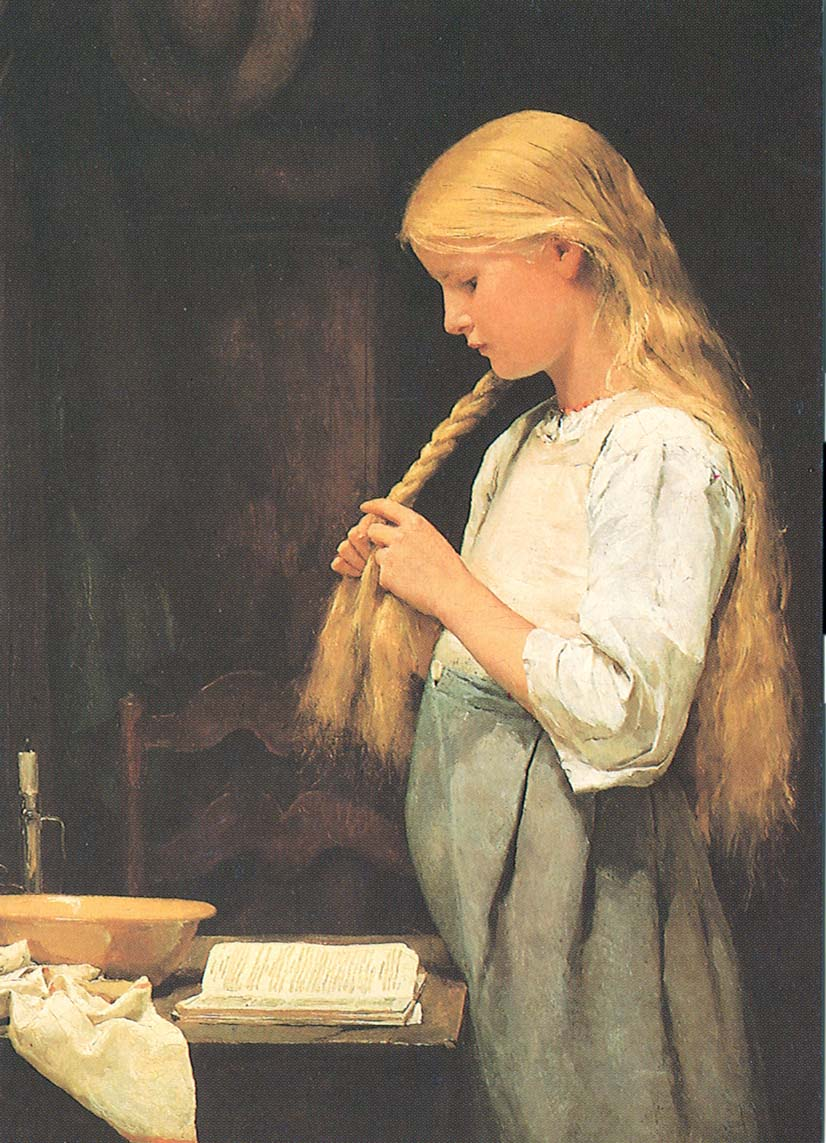
Dívka pletoucí si vlasy
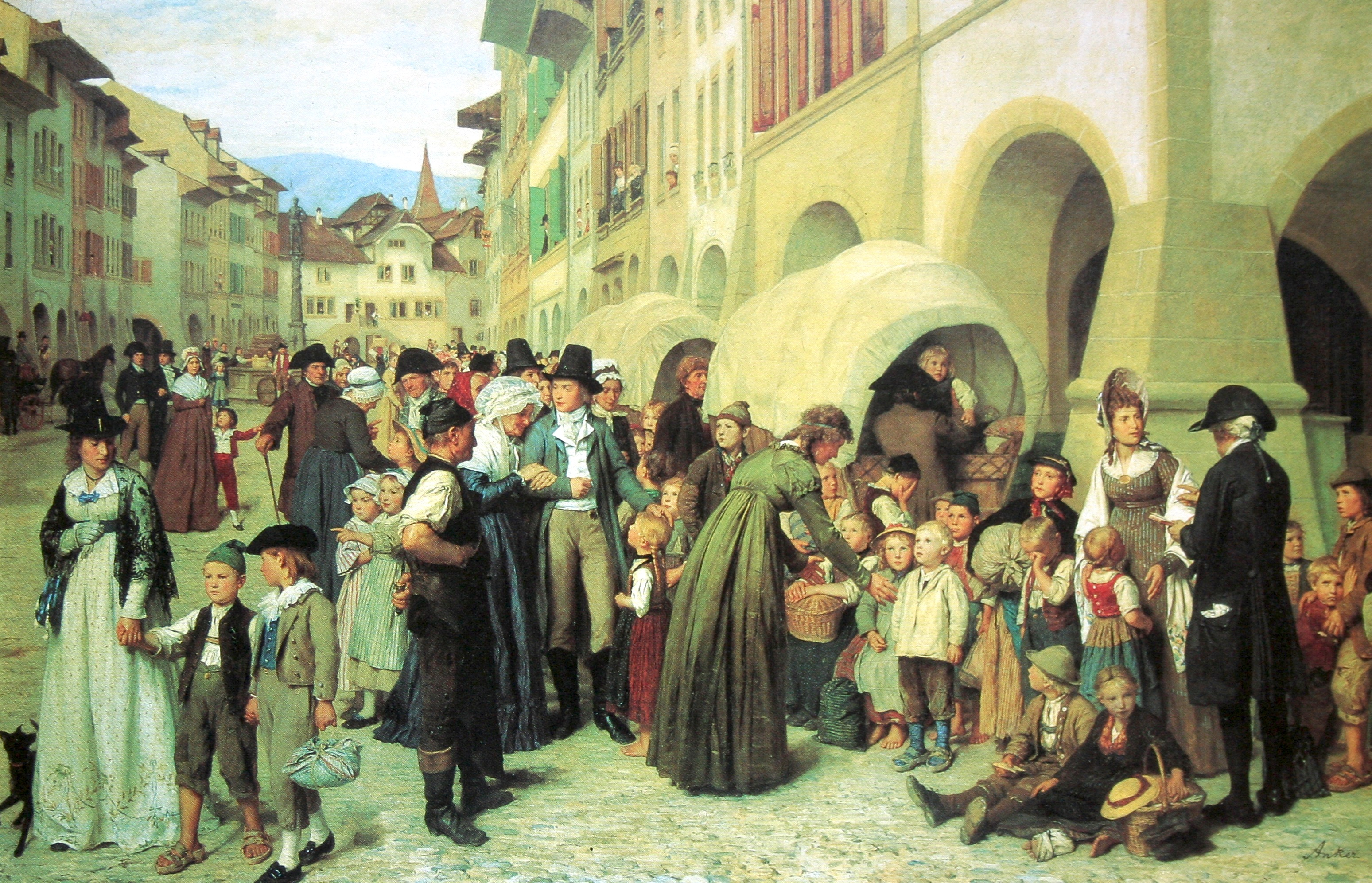
Děti naší země
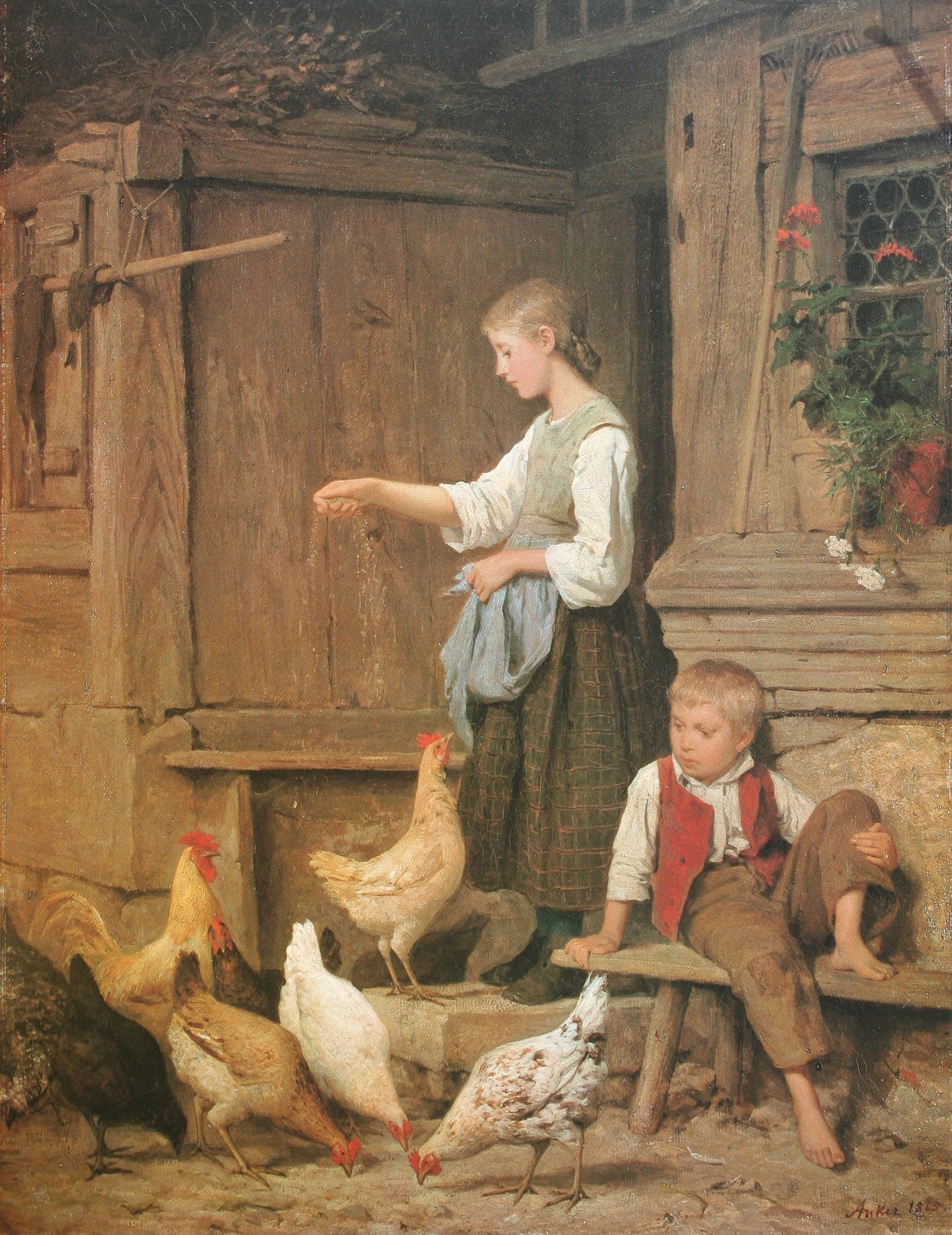
Dívka krmící kuřata
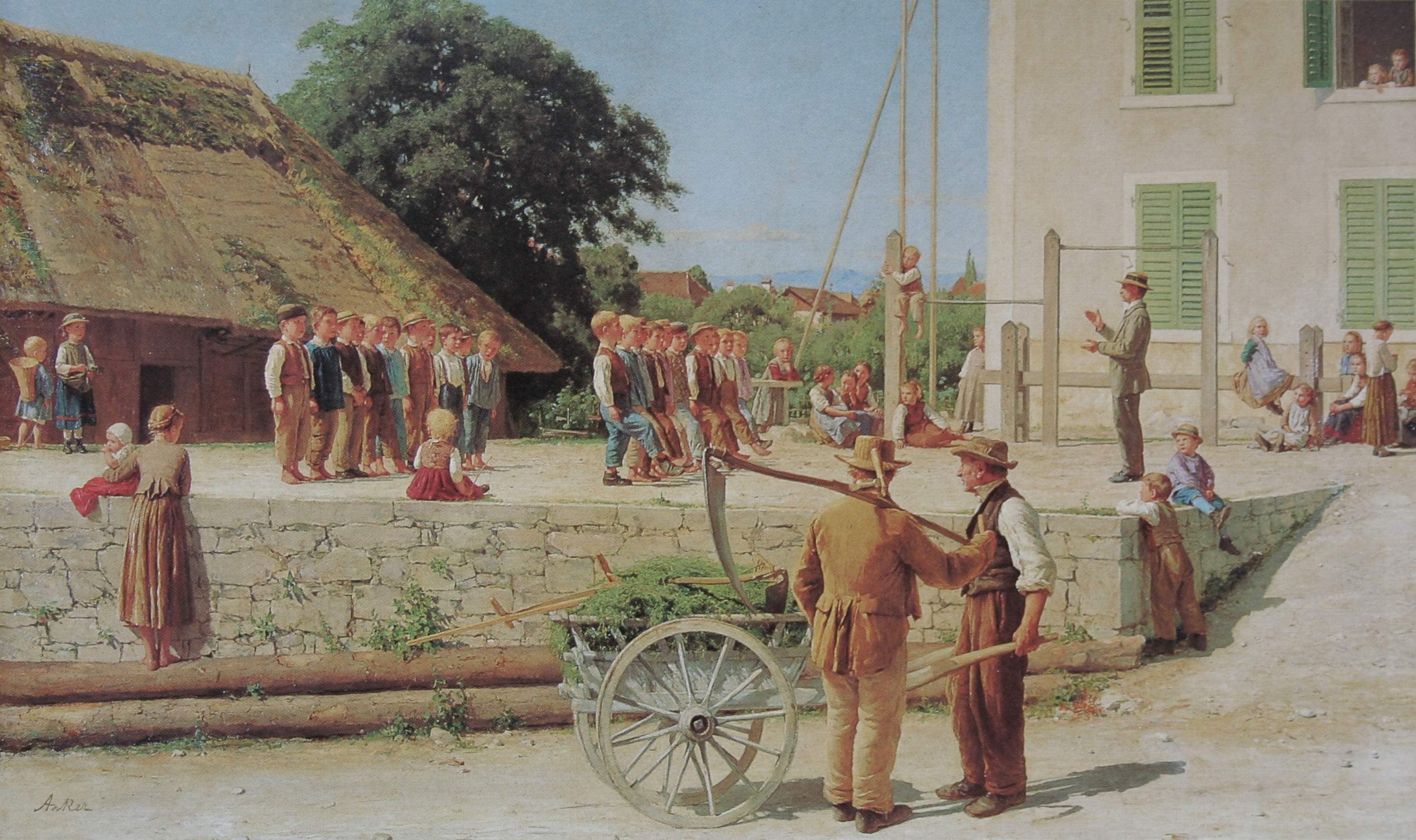
Hodina tělocviku v Insu (1879)